# خانواده استثنایی
خانواده استثنایی (انگلیسی: The Atypical Family; کره‌ای: 히어로는 아닙니다만) یک مجموعه تلویزیونی محصول کره جنوبی با بازی جانگ کی یونگ، چون وو هی، گو دو شیم و کیم کلودیا است. این مجموعه از ۴ مه تا ۹ ژوئن ۲۰۲۴، روزهای شنبه و یکشنبه ساعت ۲۲:۳۰ (کی‌اس‌تی) از جی‌تی‌بی‌سی پخش شد.

## بازیگران

### اصلی
- جانگ کی یونگ در نقش بوک گی جو[۴]
- چون وو هی در نقش دو دا هه[۵]
- گو دو شیم در نقش بوک مان هوم[۶]

مادر گی جو
- کیم کلودیا در نقش بوک دونگ هی[۷]

خواهر بزرگتر گی جو

### مکمل
- پارک سو یی در نقش بوک این آه[۸]

دختر گی جو
- ریو آبل در نقش گریس[۹]
- اوه مان سوک در نقش اوم سون گو[۱۰]

شوهر مان هی و پدر گی جو و دونگ هی
- چوی گوانگ روک در نقش نو هیونگ ته[۱۱]